# Bezirksverband Fußball Dresden
Der Bezirksverband Fußball Dresden e.V. (BVFD) war eine Vereinigung von Fußballkreisverbänden im Regierungsbezirk Dresden. Er wurde 1952 als Bezirksfachausschuss Sektion Fußball im Bezirk Dresden (später BFA Fußball Dresden) gegründet und 1990 in den jetzigen Namen umbenannt. Der BVFD war ein Unterverband des Sächsischen Fußball-Verbandes. Im Zuge der Strukturreform des sächsischen Fußballs wurde der Verband am 30. Juni 2010 aufgelöst. Der letzte Präsident war Jörg Freund.

## Ligen
- Männer (Herren, A-, B-, C-, D-, E-Junioren)
  - SZ-Bezirksliga
  - SZ-Bezirksklasse Staffel 1
  - SZ-Bezirksklasse Staffel 2
  - SZ-Bezirksklasse Staffel 3
  - SZ-Bezirksklasse Staffel 4 (nur bei Herren)

+ Ligen der untergeordneten Verbände
- Frauen (Frauen, B-, C-, D-Juniorinnen)
  - SZ-Bezirksliga

+ Ligen der untergeordneten Verbände

## Pokale (Bezirkspokal Dresden)
- Männer
  - ENSO-Pokal der Herren
  - ENSO-Pokal der A-Junioren
  - ENSO-Pokal der B-Junioren
  - ENSO-Pokal der C-Junioren

- Frauen
  - ENSO-Pokal der Frauen
  - Pokal der B-Juniorinnen
  - Pokal der C-Juniorinnen
  - Pokal der D-Juniorinnen

## Übergeordnete Verbände
- Fédération Internationale de Football Association (FIFA)
- Union of European Football Associations (UEFA)
- Deutscher Fußball-Bund (DFB)
- Nordostdeutscher Fußballverband (NOFV)
- Sächsischer Fußball-Verband (SFV)

## Untergeordnete Verbände
- Kreisverband Fußball Bautzen
- Stadtverband Fußball Dresden
- Fußballverband Görlitz
- Stadtverband Fußball Hoyerswerda
- Kreisverband Fußball Meißen
- Oberlausitzer Fußballverband
- Kreisverband Fußball Sächsische Schweiz
- Kreisverband Fußball Riesa-Großenhain
- Fußballkreisverband Weißeritzkreis
- Niederschlesischer Kreisfachverband Weißwasser/Niesky
- Kreisverband Fußball Kamenz